# Mali Lošinj
Mali Lošinj (italienska: Lussinpiccolo, tyska: Klein-Lötzing) är en stad och turistort på ön Lošinj i norra Kroatien. Staden har 8 388 invånare (2001) och är öns största ort. 

## Historia
1398 nämns staden för första gången i ett skrivet dokument. I detta dokument kallas staden för Malo selo ("Lilla byn").  Staden kontrollerades under flera århundraden av republiken Venedig. Efter republiken Venedigs fall 1797 tillföll staden 1815 Österrike. 1868 upplevde staden stark tillväxt då sjöfarten nådde sin kulmen. Efter första världskrigets slut och Österrike-Ungerns upplösning tillföll staden Italien för att 1947 tillfalla Jugoslavien, efter andra världskrigets slut. .

## Arkitektur och stadsbild
I staden finns flera byggnader från 1700- och 1800-talet. Stadens äldsta delar ligger kring Sankta Marias kyrka som uppfördes under 1700-talet. Utanför staden ligger flera hotellkomplex.

## Kända personligheter från Mali Lošinj (urval)
- Tonino Picula (1961-), politiker och tidigare utrikesminister